# Il cantante mascherato
Il cantante mascherato è stato un programma televisivo italiano di genere talent show e varietà, in onda in prima serata su Rai 1 dal 10 gennaio 2020  con la conduzione di Milly Carlucci. Il programma è l'adattamento italiano della versione statunitense e tedesca del talent show canoro The Masked Singer, a loro volta ispirati a Bongmyeon ga-wang, format sudcoreano della MBC.

## Il programma
Il programma è un talent show musicale con protagonisti alcuni personaggi del mondo dello spettacolo e della musica che si esibiscono in sfide canore in forma anonima, nascosti all'interno di pittoresche maschere che li ricoprono dalla testa ai piedi. La reale identità dei concorrenti veniva rivelata in diretta solo al momento della loro eliminazione, venendo smascherati al termine di ogni puntata.
Alla giuria presente in studio (composta da cinque giurati, nella terza da quattro) e al pubblico da casa spetta il compito di scegliere il vincitore di ogni manche e di individuare il nome misterioso dietro ad ogni maschera, anche grazie ad una serie di indizi di volta in volta rivelati nel corso delle puntate. Inoltre, il vincitore del programma si aggiudicava il trofeo della maschera d'oro.
Durante il programma ciascun concorrente vive isolato in un camerino personalizzato al mondo della maschera interpretata, senza ricevere alcun contatto con gli altri concorrenti, essendo ognuno ignaro della reciproca identità.
La sigla del programma è la canzone Who Are You del gruppo britannico The Who.
Le musiche sono del maestro Luigi Saccà.
Nella prima e seconda edizione le coreografie delle esibizioni erano curate dal ballerino Raimondo Todaro. Nella terza edizione venne sostituito dal ballerino Matteo Addino insieme a Simone Di Pasquale.
Nella seconda edizione fu introdotto un pool investigativo presente in studio, composto dai membri del pubblico in qualità di "investigatori", che ha il compito di provare a indovinare chi si cela dietro le maschere. Il pool investigativo era guidato da Sara Di Vaira, affiancata da Simone Di Pasquale nella seconda stagione, invece dalla terza alla quarta edizione da Rossella Erra. 
Nella terza stagione si unì al corpo di ballo Vito Coppola, come coreografo e ballerino, sia solista sia accompagnando le maschere.
Una quinta edizione, inizialmente prevista per la primavera 2024 con una formula rinnovata rispetto a quella proposta negli anni precedenti, non è stata trasmessa, per via degli ascolti poco soddisfacenti riscontrati dall'emittente televisiva.

## Edizioni
| Edizione | Conduzione     | Periodo          | Periodo          | Puntate | Maschere | Vincitore       | Vincitore           | Studio televisivo               |
| Edizione | Conduzione     | Inizio           | Fine             | Puntate | Maschere | VIP             | Maschera            | Studio televisivo               |
| -------- | -------------- | ---------------- | ---------------- | ------- | -------- | --------------- | ------------------- | ------------------------------- |
| 1ª       | Milly Carlucci | 10 gennaio 2020  | 31 gennaio 2020  | 4       | 8        | Teo Mammucari   | Coniglio            | Studio 5 CPTV Fabrizio Frizzi   |
| 2ª       | Milly Carlucci | 29 gennaio 2021  | 26 febbraio 2021 | 5       | 10       | Red Canzian     | Pappagallo          | Auditorium Rai del Foro Italico |
| 3ª       | Milly Carlucci | 11 febbraio 2022 | 1º aprile 2022   | 7       | 15       | Paolo Conticini | Volpe               | Auditorium Rai del Foro Italico |
| 4ª       | Milly Carlucci | 18 marzo 2023    | 22 aprile 2023   | 6       | 12       | Samuel Peron    | Cavaliere Veneziano | Auditorium Rai del Foro Italico |

## Cast

### Giuria
| Giurato                      | Edizioni | Edizioni | Edizioni | Edizioni | Totale |
| Giurato                      | 1ª       | 2ª       | 3ª       | 4ª       | Totale |
| ---------------------------- | -------- | -------- | -------- | -------- | ------ |
| Flavio Insinna               |          |          |          |          | 4      |
| Francesco Facchinetti        |          |          |          |          | 4      |
| Caterina Balivo              |          |          |          |          | 2      |
| Patty Pravo                  |          |          |          |          | 2      |
| Iva Zanicchi                 |          |          |          |          | 2      |
| Arisa                        |          |          | 1        |          |        |
| Costantino della Gherardesca |          |          | 1        |          |        |
| Guillermo Mariotto           |          |          | 1        |          |        |
| Ilenia Pastorelli            |          |          | 1        |          |        |
| Serena Bortone               |          |          | 1        |          |        |
| Christian De Sica            |          |          | 1        |          |        |

### Pool investigativo
| Pool investigativo | Edizioni | Edizioni | Edizioni | Totale |
| Pool investigativo | 2ª       | 3ª       | 4ª       | Totale |
| ------------------ | -------- | -------- | -------- | ------ |
| Sara Di Vaira      |          |          |          | 3      |
| Rossella Erra      |          |          |          | 2      |
| Simone Di Pasquale |          |          |          | 1      |

## Concorrenti

### Prima edizione (2020)
| VIP              | Maschera           | Attività                                     | Posizione            |
| ---------------- | ------------------ | -------------------------------------------- | -------------------- |
| Teo Mammucari    | Coniglio           | Conduttore televisivo                        | Vincitore            |
| Al Bano          | Leone              | Cantante                                     | Secondo classificato |
| Alessandro Greco | Mastino napoletano | Conduttore televisivo e radiofonico          | Terzi classificati   |
| Valerio Scanu    | Angelo             | Cantante                                     | Terzi classificati   |
| Fausto Leali     | Mostro             | Cantante                                     | Eliminato            |
| Emanuela Aureli  | Pavone             | Imitatrice, attrice e personaggio televisivo | Eliminata            |
| Arisa            | Barboncino         | Cantante                                     | Eliminata            |
| Orietta Berti    | Unicorno           | Cantante e personaggio televisivo            | Eliminata            |

### Seconda edizione (2021)
| VIP                  | Maschera      | Attività                       | Posizione            |
| -------------------- | ------------- | ------------------------------ | -------------------- |
| Red Canzian          | Pappagallo    | Cantautore                     | Vincitore            |
| Mietta               | Farfalla      | Cantante e attrice             | Seconda classificata |
| Max Giusti           | Lupo          | Conduttore televisivo e comico | Terzo classificato   |
| Simone Montedoro     | Orsetto       | Attore                         | Eliminato            |
| Sergio Assisi        | Gatto         | Attore                         | Eliminato            |
| Katia Ricciarelli    | Giraffa       | Soprano e attrice              | Eliminata            |
| Mauro Coruzzi        | Tigre azzurra | Conduttore radiofonico         | Eliminato            |
| Gigi e Ross          | Baby Alieno 2 | Comici                         | Eliminati            |
| Alessandra Mussolini | Pecorella     | Ex politica                    | Eliminata            |
| Ricchi e Poveri      | Baby Alieno 1 | Cantanti                       | Ritirati             |

### Terza edizione (2022)
| VIP                  | Maschera           | Attività                         | Posizione            |
| -------------------- | ------------------ | -------------------------------- | -------------------- |
| Paolo Conticini      | Volpe              | Attore                           | Vincitore            |
| Lino Banfi           | Pulcino            | Attori                           | Secondi classificati |
| Rosanna Banfi        | Pulcino            | Attori                           | Secondi classificati |
| Riccardo Rossi       | Camaleonte         | Attore                           | Terzi classificati   |
| Giancarlo Magalli    | Lumaca             | Conduttore televisivo            | Terzi classificati   |
| Michela Magalli      | Lumaca             | Influencer                       | Terzi classificati   |
| Cristiano Malgioglio | SoleLuna           | Cantautore                       | Eliminato            |
| Gabriele Cirilli     | Pinguino 2         | Comico                           | Eliminato            |
| Eleonora Giorgi      | Gatta              | Attrice                          | Eliminata            |
| Bianca Guaccero      | Medusa             | Attrice e conduttrice televisiva | Eliminata            |
| Simone Di Pasquale   | Drago              | Ballerino                        | Eliminato            |
| Vladimir Luxuria     | Pesce rosso        | Personaggio televisivo           | Eliminata            |
| Riccardo Fogli       | Pastore maremmano  | Cantautore                       | Eliminato            |
| Edoardo Vianello     | Pinguino 1         | Cantautore                       | Ritirato             |
| Cristina D'Avena     | Cavalluccio marino | Cantante                         | Eliminata            |
| Alba Parietti        | Aquila             | Showgirl                         | Eliminata            |
| Fiordaliso           | Gallina            | Cantante                         | Eliminata            |

### Quarta edizione (2023)
| VIP                 | Maschera            | Attività              | Posizione            |
| ------------------- | ------------------- | --------------------- | -------------------- |
| Samuel Peron        | Cavaliere Veneziano | Ballerino             | Vincitore            |
| Nino Frassica       | Ciuchino            | Attore, comico        | Secondo classificato |
| Massimo Lopez       | Riccio              | Attore, doppiatore    | Terzo classificato   |
| Nathalie Guetta     | Criceto             | Attrice               | Terza classificata   |
| Simona Ventura      | Stella              | Presentatrice         | Quarta classificata  |
| Tullio Solenghi     | Squalo              | Comico                | Eliminato            |
| Valeria Marini      | Scoiattolo Nero     | Showgirl              | Eliminata            |
| Signora Coriandoli  | Porcellino          | Attore e comico       | Eliminato            |
| Mal                 | Ippopotamo          | Cantante              | Eliminato            |
| Simona Izzo         | Colombi             | Attori e registi      | Eliminati            |
| Ricky Tognazzi      | Colombi             | Attori e registi      | Eliminati            |
| Valeria Fabrizi     | Rosa                | Attrice               | Eliminata            |
| Antonio Mezzancella | Cigno               | Imitatore e musicista | Eliminati            |
| Sandra Milo         | Cigno               | Attrice               | Eliminati            |

## Ascolti
| Edizione | Rete televisiva | Anno | Stagione          | Programmazione | Programmazione | Programmazione | Programmazione | Programmazione | Programmazione | Programmazione | Anteprima      | Anteprima | Ascolti        | Ascolti | Premiere       | Premiere | Finale         | Finale |
| Edizione | Rete televisiva | Anno | Stagione          | L              | M              | M              | G              | V              | S              | D              | Telespettatori | Share     | Telespettatori | Share   | Telespettatori | Share    | Telespettatori | Share  |
| -------- | --------------- | ---- | ----------------- | -------------- | -------------- | -------------- | -------------- | -------------- | -------------- | -------------- | -------------- | --------- | -------------- | ------- | -------------- | -------- | -------------- | ------ |
| 1ª       | Rai 1           | 2020 | inverno           |                |                |                |                |                |                |                | –              | –         | 4 170 000      | 20,27%  | 4 437 000      | 20,85%   | 4 432 000      | 21,99% |
| 2ª       | Rai 1           | 2021 | inverno           | 3 743 000      | 17,19%         | 3 615 000      | 16,15%         | 4 312 000      | 20,70%         |                | –              | –         |                |         |                |          |                |        |
| 3ª       | Rai 1           | 2022 | inverno-primavera | 3 939 000      | 16,42%         | 3 178 000      | 18,44%         | 3 502 000      | 20,00%         | 3 507 000      | 21,90%         |           |                |         |                |          |                |        |
| 4ª       | Rai 1           | 2023 | inverno-primavera |                |                | 2 794 000      | 15,32%         | 2 035 000      | 17,10%         | 2 281 000      | 17,90%         | 2 223 000 | 20,40%         |         |                |          |                |        |

## Spin-off

### Aspettando il cantante mascherato
Nella seconda serata del 1º gennaio 2020 andò in onda un'anteprima della prima edizione del programma.
| Edizione | Messa in onda   | Collocazione   | Ascolti        | Ascolti | Ascolti |
| Edizione | Messa in onda   | Collocazione   | Telespettatori | Share   | Fonte   |
| -------- | --------------- | -------------- | -------------- | ------- | ------- |
| 1ª       | 1º gennaio 2020 | Seconda serata | 1 031 000      | 10,80%  | [ 7 ]   |